# 제7함대 (미국)
미국 제7함대(United States Seventh Fleet)는 미국 해군 태평양 함대의 두 개 서수함대 중에서 서태평양을 담당하고 있는 함대로, 일본 요코스카 해군 시설에 본부를 두고 있는 해외주둔군이다. 50-60 척의 함선과 350 대의 항공기, 6만 명의 해군과 해병대 요원으로 구성되어 있어 현재 전진 배치된 미국의 함대 중에서 규모가 크다.

## 임무
7함대에는 50~60척의 군함이 배속되어 있는데, 18척이 일본과 괌에 전진배치되어 있다. 전진 배치는 가족을 동반하는 전진 주둔과 다르다. 이들 전진배치된 군함들은 7함대의 핵심이다. 7함대의 영구전진배치된 군함 18척은 아시아 미군의 핵심전력이다.
- 자연재해나 합동 군사작전 시 합동군의 지휘
- 이 지역 모든 해군의 지휘

## 역사

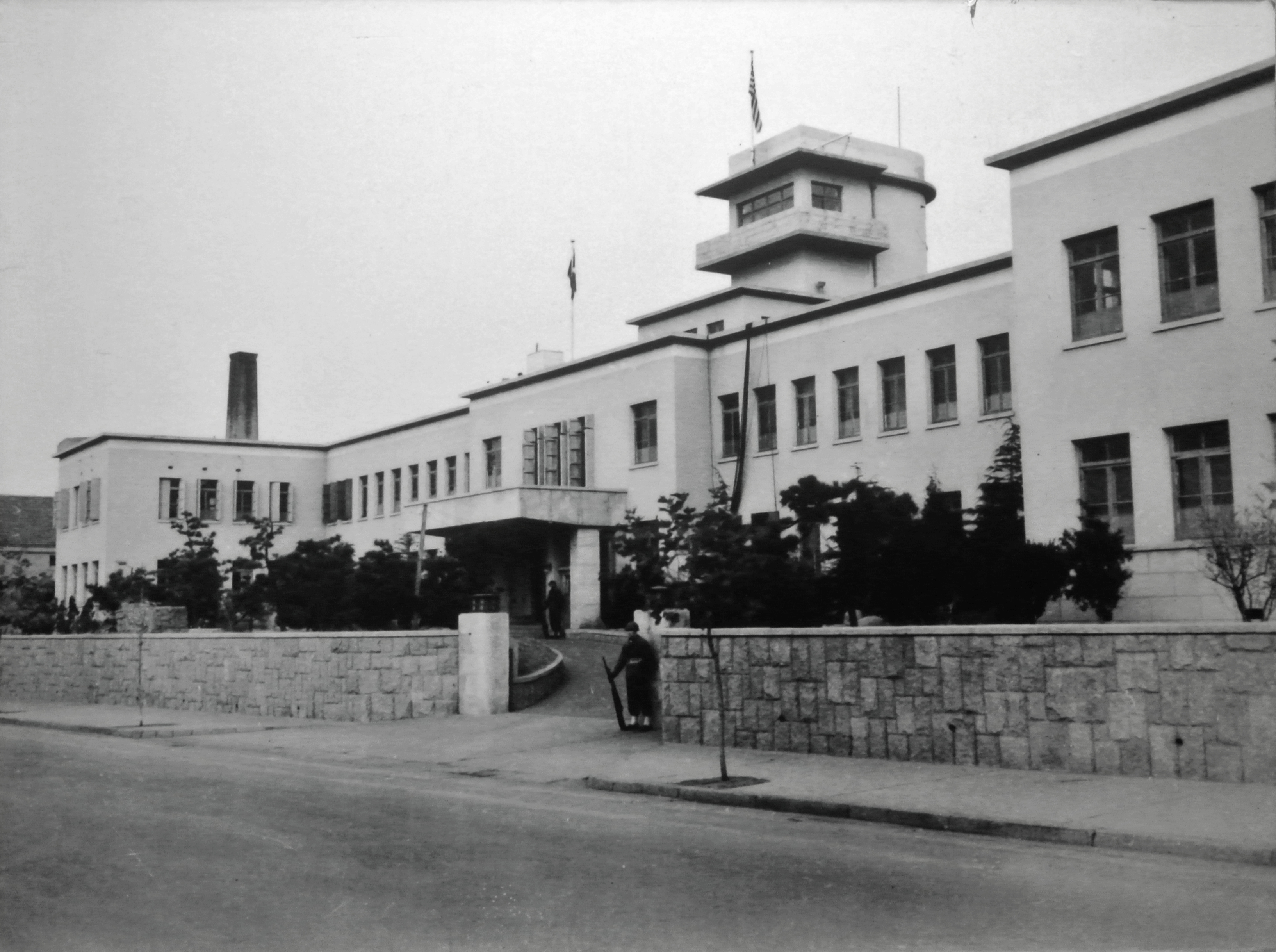
제7함대 칭다오 본부, 옛 일본해군본부(칭다오 박물관 제공)

### 한국 전쟁
한국 전쟁 당시 인천 상륙 작전에서 활약한 제7합동기동부대 (Joint Task Force 7 - 지휘관: 아서 듀이 스트러블 해군 중장)의 중추적인 역할을 하였다.

### 베트남 전쟁

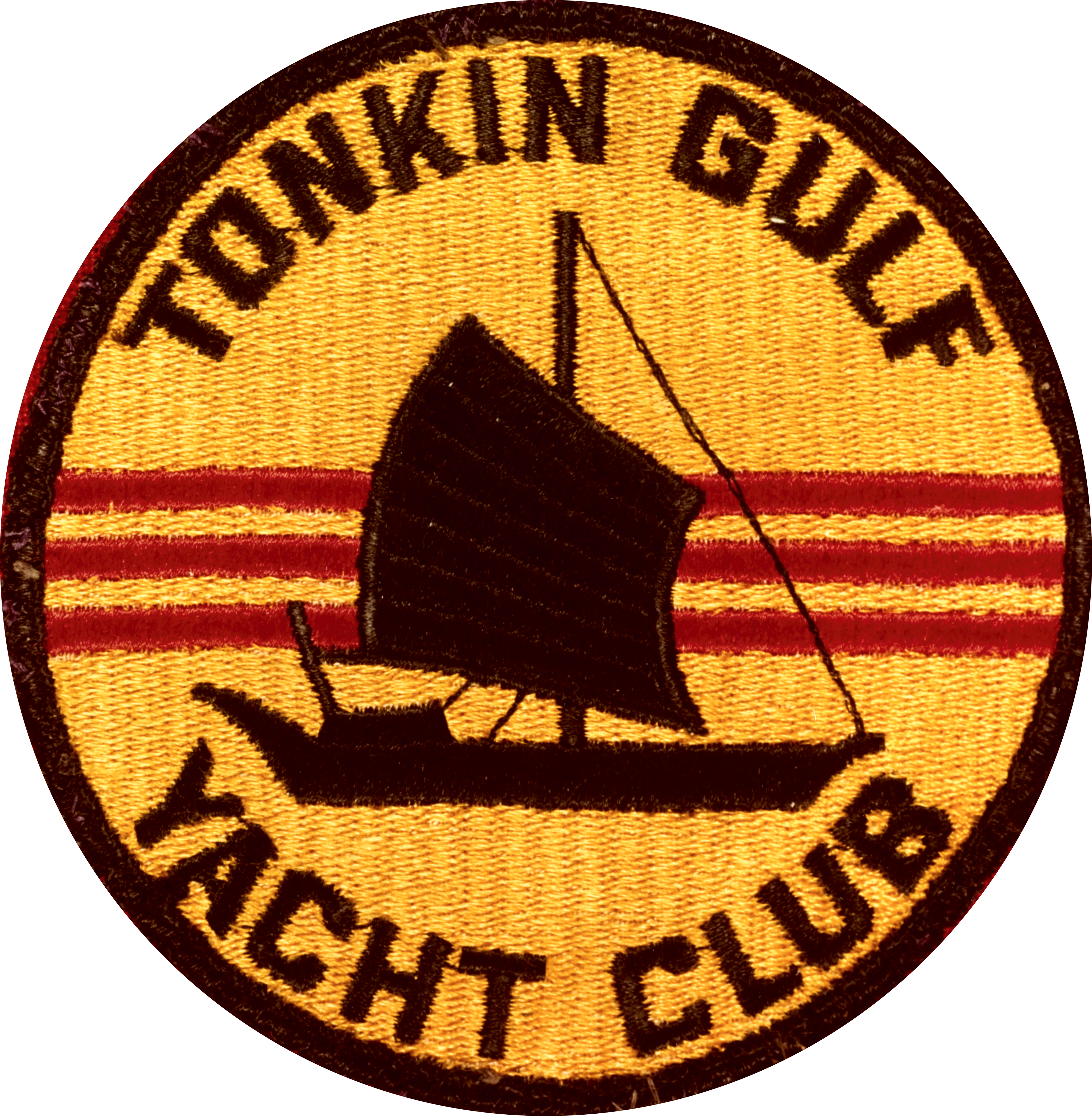
베트남 전쟁 당시 제7함대의 비공식 패치이자 별명 "통킹만 요트클럽"

1972년 10월 3일, 나가노 요코스카 시장은 제7함대가 도쿄 남쪽 40 km의 요코스카항을 항공모함의 극동모항으로 사용하는 것을 허가했다.

### 냉전 이후
1990년 9월 1일, 제7함대 간부들이 승선한 블루리지가 요코스카 해군 시설을 떠나 걸프 전쟁에 참전하였다. 사막 방패와 사막 폭풍 작전 동안 중동부대(Middle East Force)에게서 미국 해군 중부사령부의 지휘통제권을 부여받았고 이듬해 1991년 4월 24일에 걸프 전쟁에서 이기고 귀환할 때 이양하였다.
1992년 4월, 서태평양 수상함단 사령관의 TF-75 소속 함정에 관한 작전통제와 행정 권한이 TF-70으로 모두 넘겨지고, 군수지원부대인 TF-73의 임무만이 남겨진 서태평양 해군 수상함단은 서태평양 군수전단으로 재편성되었다. 그리고 3개월 뒤인 그 해 7월에 필리핀의 수빅 만 해군기지에서 싱가포르의 Sembawang 터미널로 이사하였다.
1994년 제7함대는 한국 전쟁이 재개될 때를 대비하여 상시 운영되는 연합해군구성사령부에 추가적으로 대응하는 역할을 부여받았다.

### 21세기
2000년 중반, TF-77이 TF-70으로 병합됨으로써 해체되고, 제5항공모함타격단 사령관은 TF-70 사령관 직위를 겸임하게 되었다.
2004년, 함대 기함인 블루리지가 건선거에 들어갔다. 그동안 함대 기함 임무는 콜로라도 (AGF-11)에 위탁되었으며, 9월 27일 블루리지가 복귀하면서 기함 임무가 블루리지로 복귀되었다.

## 함대 조직

### TF

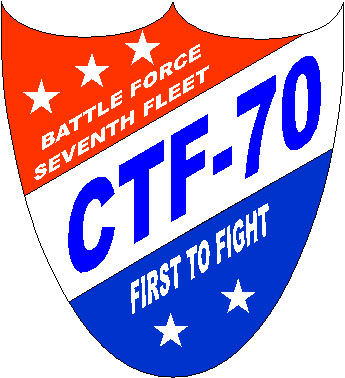
TF-70 전투부대의 로고

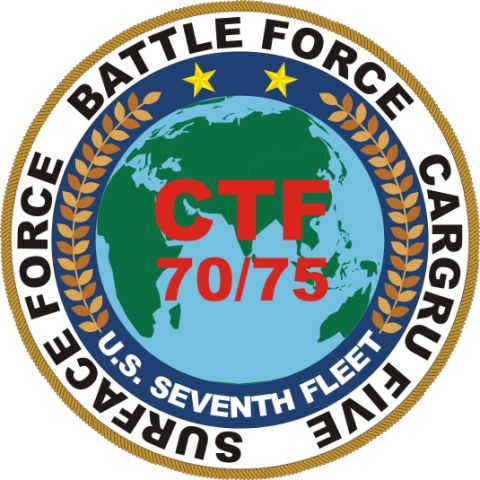
TF-70/75 로고

- TF-70: 전투부대 - 제5항공모함타격단 (COMCARSTRKGRU FIVE)
- TF-71: 전구수상전 - 제15구축함전대
- TF-72: 순찰정찰부대 - 제1초계정찰비행단
- TF-73: 서태평양 군수단 (COMLOGWESTPAC)
- TF-74: 잠수함부대 - 제7잠수함단/TF-54
- TF-75: 태평양 해군원정전투사령부
- TF-76: 수륙양용부대 - 제7원정타격단
- TF-77: 현재 없음
- TF-78: 현재 없음
- TF-79: 제3해병원정여단

#### 1963년
- TF-70
  - TG 70.1 기함
  - TG 70.2 헌터킬러단
  - TG 70.5 기뢰대응단
  - TG 70.9 잠수함단
  - TU 70.2.1 기동항공협력대
  - TG 70.6 구축함단
- TF-72 초계군
  - TG 72.1 수상초계군
  - 초계항공단(s)
- TF-73 군수지원부대
- TF-75 수상전투군
- TF-76 수륙양용군
  - TG 76.5 수륙양육준비단
- TF-77 공격항공모함타격군
  - 공격항공모함타격단(s)

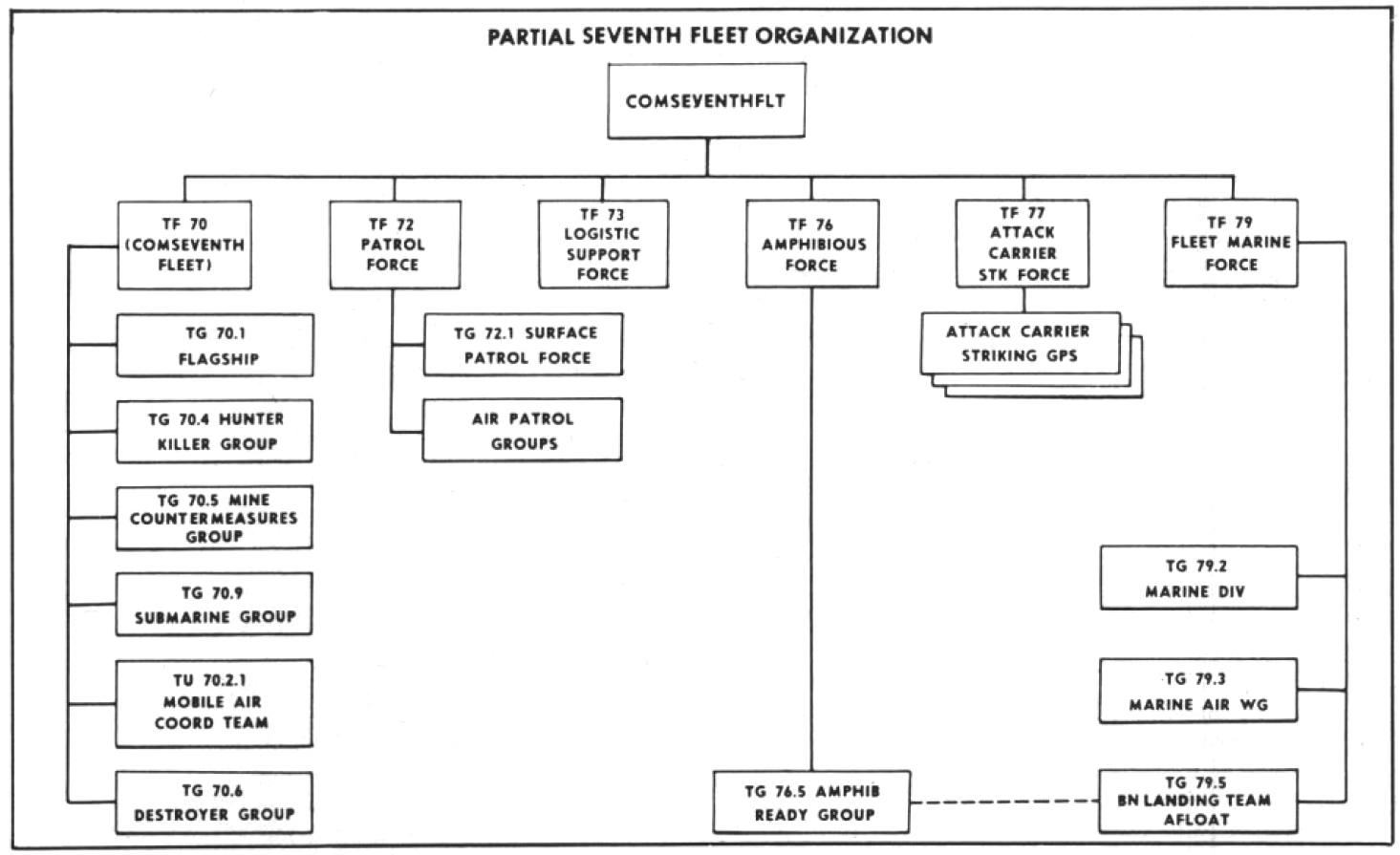
1963년 제7함대의 조직표

- TF-78 - 1973년, 정전 이후, 하이퐁에 뿌려진 기뢰를 청소하는 앤드 스위프 작전(영어판)을 수행했다.
- TF-79 함대해병군
  - TG 79.2 해병사단
  - TG 79.3 해병항공단
  - TG 79.5 대대상륙팀
- TF-116 연안해군 - HA(L)-3; 1967년 4월 1일 ~ 1972년 3월 16일
- TF-117 연안해군

## 계보
- 1942년 4월 18일, Southwest Pacific Force→남서태평양 부대
- 1943년 3월 15일, United States Seventh Fleet→미국 제7함대
- 1947년 1월 1일, Naval Forces Western Pacific→서태평양 해군부대
- 1950년 2월 11일, United States 7th Task Fleet→미국 제7임무함대

## 역대 함대사령관
다음은 내림순으로 정리된 제7함대 사령관의 표이다.
| 사진 | 계급, 성명                                                 | 취임일           | 이임일           |
| ---- | ---------------------------------------------------------- | ---------------- | ---------------- |
|      | VADM 아서 S. 카펜더 Arthur S. Carpender                    | 1943년 3월 15일  | 11월 26일        |
|      | VADM Thomas C. Kinkaid 토머스 C. 킨케이드                  | 1943년 11월 26일 | 1945년 11월 20일 |
|      | VADM 대니얼 E. 바베이 Daniel E. Barbey                     | 1945년 11월 20일 | 1946년 10월 2일  |
|      | VADM 찰스 M. 쿠케, Jr. Charles M. Cooke Jr.                | 1946년 10월 2일  | 1948년 2월 28일  |
|      | VADM 오스카 C. 뱃저 2세 Oscar C. Badger II                 | 28일 2월 1948년  | 1949년 8월 28일  |
|      | VADM 러셀 S. 버키 Russell S. Berkey                        | 1949년 8월 28일  | 1950년 4월 5일   |
|      | RADM 월터. F. 부운 Walter F. Boone                         | 1950년 4월 5일   | 5월 20일         |
|      | VADM 아서 D. 스트루블 Arthur D. Struble                    | 1950년 5월 20일  | 1951년 3월 28일  |
|      | VADM 헤롤드. M. 마틴 Harold. M. Martin                     | 1951년 3월 28일  | 1952년 3월 3일   |
|      | VADM 로버트 P. 브리스코 Robert P. Briscoe                  | 3월 3일          | 1952년 5월 20일  |
|      | VADM 조셉. J. 클라크 Joseph. J. Clark                      | 1952년 5월 20일  | 1953년 12월 1일  |
|      | VADM 알프레드 M. 프라이드 Alfred M. Pride                  | 1일 12월 1953    | 1955년 12월 9일  |
|      | VADM 스튜어트 H. 잉거솔 Stuart H. Ingersoll                | 1955년 12월 19일 | 1957년 1월 28일  |
|      | VADM 윌라스 M. 배클리 Wallace M. Beakley                   | 1957년 1월 28일  | 1958년 9월 30일  |
|      | VADM 프레데릭 N. 키베트 Frederick N. Kivette               | 30일 9월 1958년  | 7일 3월 1960년   |
|      | VADM 찰스 D. 그리핀                                        | 1960년 3월 7일   | 1961년 10월 28일 |
|      | VADM 윌리엄 A. "빌" 스코치 William A. "Bill" Schoech       | 1961년 10월 28일 | 1962년 10월 13일 |
|      | VADM 토머스 H. 무어러 Thomas H. Moorer                     | 1962년 10월 13일 | 1964년 6월 15일  |
|      | VADM 로이 L. 존슨 Roy L. Johnson                           | 1964년 6월 15일  | 1965년 3월 1일   |
|      | VADM 폴 P. 블랙번 Paul P. Blackburn                        | 3월 1일          | 1965년 10월 9일  |
|      | RADM 조셉 W. 윌리엄, Jr. Joseph W. Williams, Jr.           | 10월 9일         | 1965년 12월 13일 |
|      | VADM 존 J. 하이랜드 John J. Hyland                         | 1965년 12월 13일 | 1967년 11월 6일  |
|      | VADM 윌리엄 F. 브링글 William F. Bringle                   | 1967년 11월 6일  | 1970년 3월 10일  |
|      | VADM 모리스 F. 웨스너 Maurice F. Weisner                   | 1970년 3월 10일  | 1971년 6월 18일  |
|      | VADM 윌리엄 P. 맥 William P. Mack                          | 1971년 6월 18일  | 1972년 5월 23일  |
|      | VADM 제임스 L. 홀로웨이 3세 James L. Holloway III          | 1972년 5월 23일  | 1973년 7월 28일  |
|      | VADM 조지 P. 스틸 George P. Steele                         | 1973년 7월 28일  | 1975년 6월 14일  |
|      | VADM 토머스 B. 하이워드 Thomas B. Hayward                  | 1975년 6월 14일  | 1976년 7월 24일  |
|      | VADM 로버트 B. 발드윈 Robert B. Baldwin                    | 1976년 7월 24일  | 1978년 5월 31일  |
|      | VADM 실베스터 로버트 폴리, Jr. Sylvester Robert Foley, Jr. | 1978년 5월 31일  | 1980년 2월 14일  |
|      | VADM 칼리슬 A.H. 트로스트 Carlisle A.H. Trost              | 1980년 2월 14일  | 1981년 9월 15일  |
|      | VADM M. 스타서 홀로콤 M. Staser Holcomb                    | 1981년 9월 15일  | 1983년 5월 9일   |
|      | VADM 제임스 R. 호그Hogg James R. Hogg                      | 1983년 5월 9일   | 1985년 3월 4일   |
|      | VADM 폴 F. 매카시, Jr. Paul F. McCarthy, Jr.               | 1985년 3월 4일   | 1986년 12월 9일  |
|      | VADM 폴 D. 밀러 Paul D. Miller                             | 1986년 12월 9일  | 1988년 10월 21일 |
|      | VADM 헨리 H. 마우즈, Jr. Henry H. Mauz, Jr.                | 1988년 10월 21일 | 1990년 12월 1일  |
|      | VADM 스텐리 R. 아서 Stanley R. Arthur                      | 1990년 12월 1일  | 1992년 7월 3일   |
|      | VADM 티모시 W. 윌라이트 Timothy W. Wright                  | 1992년 7월 3일   | 1994년 7월 28일  |
|      | VADM 아체 R. 클레민스 Archie R. Clemins                    | 1994년 7월 28일  | 1996년 9월 13일  |
|      | VADM 로버트 J. 나터 Robert J. Natter                       | 1996년 9월 13일  | 1998년 8월 12일  |
|      | VADM 월터 F. 도란 Walter F. Doran                          | 1998년 8월 12일  | 2000년 7월 12일  |
|      | VADM 제임스 W. 메츠거 James W. Metzger                     | 2000년 7월 12일  | 2002년 7월 18일  |
|      | VADM 로버트 F. 윌라드 Robert F. Willard                    | 2002년 7월 18일  | 2004년 8월 6일   |
|      | VADM 조나단 W. 그리너트 Jonathan W. Greenert               | 2004년 8월 6일   | 12일 9월 2006년  |
|      | VADM 윌리엄 D. 크로우더 William D. Crowder                 | 2006년 9월 12일  | 2008년 7월 12일  |
|      | VADM 존 M. 버드 John M. Bird                               | 2008년 7월 12일  | 2010년 9월 10일  |
|      | VADM 스콧 R. 반 버스커크 Scott R. Van Buskirk              | 2010년 9월 10일  | 2011년 9월 7일   |
|      | VADM 스콧 H. 스위프트 Scott H. Swift                       | 2011년 9월 7일   | 2013년 7월 31일  |
|      | VADM 로버트 L. 토머스 Jr. Robert L. Thomas Jr.             | 2013년 7월 31일  | 2015년 9월 7일   |
|      | VADM 조셉 어코인 Joseph P. Aucoin                          | 2015년 9월 7일   | 2017년 8월 22일  |
|      | VADM Phillip G. Sawyer 필립 G. 소이어                      | 2017년 8월 22일  | 현재             |

## 참고

### 인용
1. ↑  “7艦隊 母港으로 日, 横須賀 허용”. 경향신문. 1972년 10월 4일. 3면. 2019년 6월 18일에 확인함.
2. ↑  “Commander Seventh Fleet” (영어). Naval History and Heritage Command. 2019년 3월 3일에 확인함.

### 자료
- “Seventh Fleet”. 《globalsecurity.org》 (영어). 2023년 6월 7일에 확인함.